# Barford St Michael
Barford St Michael är en by i civil parish Barford St. John and St. Michael, i distriktet Cherwell, i grevskapet Oxfordshire, i England. Byn är belägen 9 km från Banbury. Barford St Michael var en civil parish fram till 1932 när blev den en del av Barford St John and St Michael och Deddington. Civil parish hade 186 invånare år 1931. Byn nämndes i Domedagsboken (Domesday Book) år 1086, och kallades då Bereford.